# 아마트리차나
아마트리차나(이탈리아어: amatriciana)는 토마토, 구안찰레 (소금에 절인 돼지 볼살), 페코리노 치즈, 후추, 엑스트라 버진 올리브, 드라이 백포도주, 소금으로 만든 파스타 소스이다. 아마트리체라는 코무네(라치오주의 리에티도 지역의 산악 도시)에서 비롯한 이 소스는 오늘날 로마 음식과 이탈리아 음식에서 가장 잘 알려진 파스타 소스 중 하나이다. 이탈리아 정부는 아마트리차나를 라치오 지역 PAT로 등록했고, 전통 아마트리차나 소스는 유럽연합과 영국에 TSG(Traditional speciality guaranteed)로 등재시켰다.

## 발전
아마트리차나는 '파스타 알라 그리치아'라는 요리에서 비롯했다. '그리치아'라는 단어의 기원은 밝혀지지 않았다. 교황령 시절 로마에서, '그리치'(grici)는 흔히 먹을 수 있는 음식을 파는 상인들을 나타내는 말이었으며, 이 이름은 이 상인들이 구스위스 연방의 소속 국가 (칸톤)인 그리조니의 영토이던 발텔리나 지역 출신이 다수였기 때문이었다. 또 다른 이론에 의하면, 아마트리체 인근 아쿠몰리의 '그리시아노'라는 프라치오네에서 이름 붙여졌다고 한다. 오늘날 '아마트리차나 비앙카'(amatriciana bianca)라고도 불린 이 소스는 여전히 관찰레 (절인 돼지 볼살)와 간 페코리노 치즈랑 같이 내어진다. 이따금, 약간의 올리브유가 레시피에 더해진다. 1960년대에, 아마트리차나 소스는 아마트리체에서 이런 방식으로 내어졌다.
첫 토마토 소스의 개발 (그리고 '그리치아'에 토마토를 접목시켜, 아마트리차나를 만들어낸 것으로 추정되는 최초 시기)은 18세기 말로 거슬러 올라간다. 토마토는 스페인을 거친 콜럼버스의 교환을 통해 유럽에 도입되었다. 토마토 소스가 들어간 파스타에 대한 최초의 기록물은 프란체스코 레오나르디가 쓴 1790년 요리책 'L'Apicio Moderno'에서 찾아 볼 수 있다.
아마트리차나 레시피는 로마와 아마트리체 사이의 수세기간 이어진 오랜 관계성으로 인해 19세기와 20세기 동안에 로마에서 점차 인기가 있게 되었다. 이 레시피는 다른 지역에서 유래했지만, 로마 요리의 고전으로 빠르게 자리 잡으며 좋은 반응을 얻었다. 로마냐 방언으로 이 음식의 이름은 그 지역 방언의 어두음 소실 특성에 따라 '마트리차나'가 되었다.
토마토가 덜 들어간 '그리치아'는 여전히 이탈리아 중부에서 내어지는 가운데, 토마토가 듬뿍 들어간 아마트리차나가 이탈리아 전역과 다른 곳에서 더 유명하다. 아마트리체에서 아마트리차나는 스파게티와 같이 나오지만, 부카티니가 로마에서는 더 흔하게 사용된다. 다른 종류의 건 파스타 (특히 리가토니) 역시도 사용된다.

## 변형
아마트리차나는 구할 수 있는 재료에 따라 여러 가지 변형 형태가 존재한다. 아마트리체에서, 관찰레, 토마토를 쓰는 것이 전형적이고 양파는 선호되지 않으며, 그럼에도 로마 요리에 대한 고전책에서는 양파가 등장한다. 전 아마트리체 시장인 세르조 피로치(Sergio Pirozzi)는 "아마트리차나에는 결코 마늘이란 있을 수 없다. 누가 그러더라도 양파도 마찬가지다."라고 까지 발언했다. 유명 쉐프 카를로 크라코는 껍질을 벗기지 않은 마늘 한쪽을 다른 재료들과 볶아낸 다음 서빙 전에 이를 제거하는데, 이것에 대해 자신만의 '비밀 재료'라고 하자, 아마트리체 지자체는 공식 홈페이지에 "진정한 아마트리차나의 재료는 관찰레, 페코리노, 백포도주, 산 마르차노 토마토, 후추, 페퍼론치노뿐이다"라고 응수하였다. 재료를 익히는 데, 올리브유가 가장 흔하게 쓰이나, '스트루토'(strutto, 라드) 역시도 잘 쓰인다. 치즈에는 '페코리노 로마노' 또는 아마트리체의 페코리노 (시빌리니 산맥이나 몬티 델라 라가 지역)를 쓸 수 있다.

## 사진

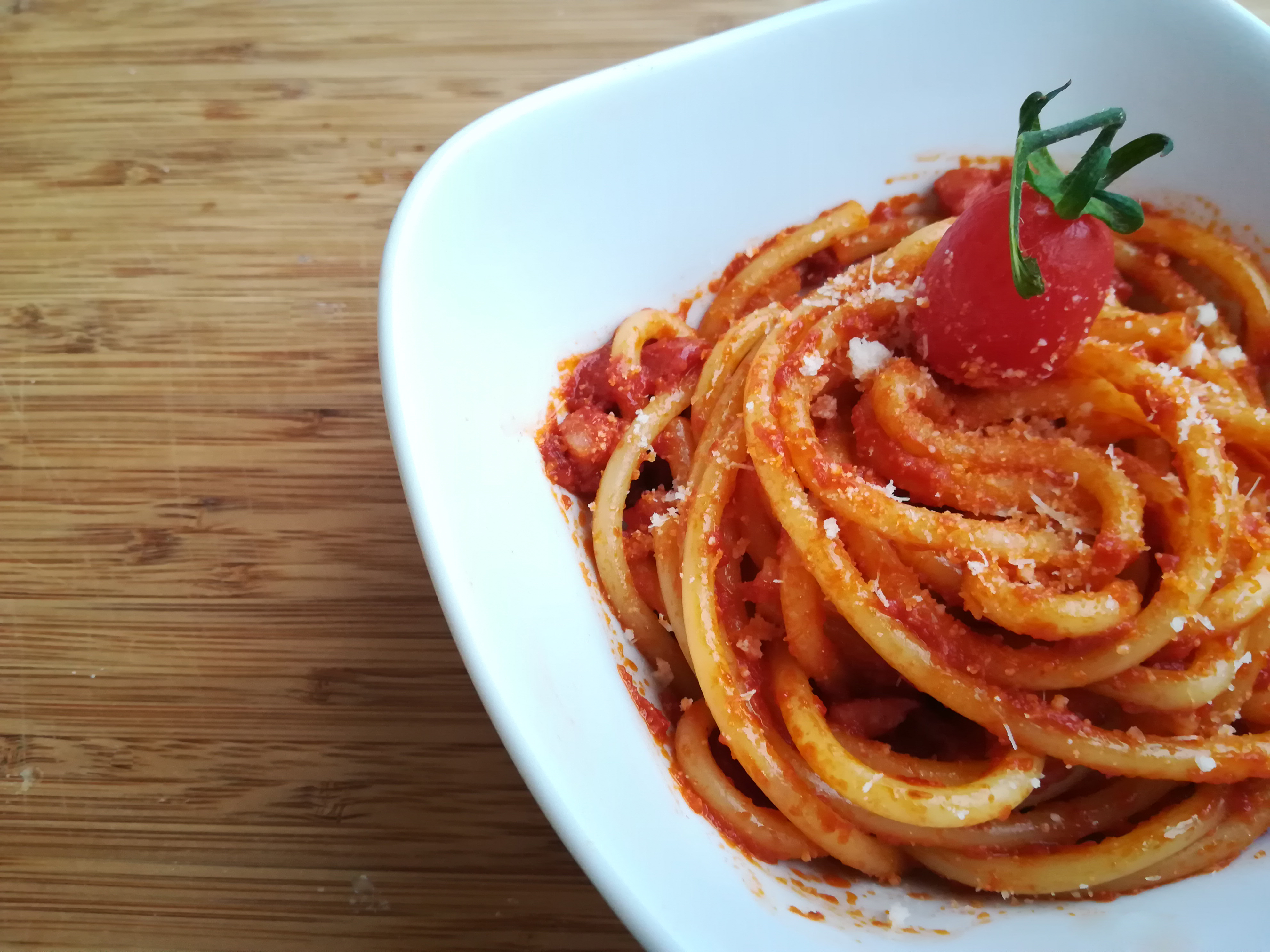
부카티니 알라마트리차나(bucatini all'amatriciana)

## 참고 문헌
- Zanini De Vita, Oretta; Fant, Maureen B. (2013). 《Sauces & Shapes: Pasta the Italian Way》. New York: W. W. Norton & Company. ISBN 978-0-393-08243-2.
- Blasi, Benedetto (1923). 《Vie piazze e ville di Roma nel loro valore storico e topografico》 (이탈리아어). Roma: Libreria di scienze e lettere.
- Boni, Ada (1983) [1930]. 《La Cucina Romana》 (이탈리아어). Roma: Newton Compton Editori.
- Gosetti Della Salda, Anna (1967). 《Le ricette regionali italiane》 (이탈리아어). Milano: Solares.
- Carnacina, Luigi; Buonassisi, Vincenzo (1975). 《Roma in Cucina》 (이탈리아어). Milano: Giunti Martello.
- Faccioli, Emilio (1987). 《L'Arte della cucina in Italia》 (이탈리아어). Milano: Einaudi.
- Ravaro, Fernando (2005). 《Dizionario romanesco》 (이탈리아어). Roma: Newton Compton. ISBN 9788854117921.